# 롤린 식스티스 네이버후드 크립스
롤린 식스티스 네이버후드 크립스(Rollin 60's Neighborhood Crips)는 1976년 로스앤젤레스에서 웨스트사이드 크립스에서 결성된 미국의 다른 도시로 퍼진 범죄 조직이다. 회원 수는 약 1,600명으로 추산되며, 로스앤젤레스 지역에서 가장 큰 폭력조직 중 하나이다. 2004년 한 뉴스 매체에 따르면, 롤린 60대는 "로스앤젤레스 시에서 가장 큰 흑인 거리 폭력단이었다.
회원들은 시애틀 매리너스 (Seattle Mariners)를 입음으로써 그들 자신을 확인한다. 또는 시카고 화이트삭스 로고와 그들이 있는 지역을 그래피티로 표시한다.
1984년 프로 미식축구 선수 커밋 알렉산더의 가족 4명을 살해한 혐의로 롤린 60의 일원으로 지목된 2명이 체포되었다. 경찰은 조직원들이 주소를 잘못 알고 잘못된 가족을 살해했다고 말한다.
음악가, 사업가, 그리고 지역 사회 운동가인 닙시 허슬은 60년대 롤린 이웃 크립스의 멤버였다.